# Faggot
Faggot 또는 간단히 Fag는 주로 북아메리카에서 사용되는, 남자 동성애자를 비하하는 단어이다. 레즈비언인 여성을 가리키기 위해 사용되는 경우도 있다.

## 같이 보기
- 성소수자 경멸어 목록